# Motonáutica
Motonáutica é um desporto aquático que engloba todas as atividades realizadas numa embarcação com propulsão por motor a gasolina.
A entidade governante da motonáutica a nível mundial é a UIM (Union Internationale Motonautique), que é igualmente a única entidade para legitimar as Autoridades Nacionais (Federações), provas internacionais, rankings de pilotos, etc.
O desporto apareceu em Jogos Olímpicos uma vez, na edição de 1908, em Londres.
As Primeiras experiências com barcos a motor foram realizadas no fim do século XIX, mas a motonáutica se consolidou apenas no século XX, quando o entusiasmo pela prática desse esporte levou á fundação do Hélice Club em Paris, em 1901.Dois anos depois, o Reino Unido ja se empenhavam em competições internacionais.A motonáutica difundiu-se na Europa,especialmente em Mônaco e Cannes, e na América, mas o grande impulso ao esporte se deu após a segunda guerra mundial.
As competições em águas fechadas (lagos,baías e rios) e as offshore (oceânicas) popularizou-se na segunda metade do século XX, embora desde 1906 já se realizassem corridas dos Estados Unidos as Bermudas, Em 1959, organizou-se pela primeira vez uma corrida de Flórida ás Bahamas, e em 1961 criou-se no Reino Unido a corrida entre Cowes, na ilha de Wight, e Torquay, em Devonshire. A extensão dessa prova dobrou ao incluir o retorno a Cowes, a partir de 1969, mesmo ano em que se iniciou uma competição ao redor de Grã-Bretanha, em 1972, criou-se a corrida britânica de mais longo percurso: de Londres a Monte Carlo, pelo Mediterrâneo.  
O esporte é controlado mundialmente pela união nacional motonáutica, fundada em 1922, á qual é filiada a Confederação Brasileira de Vela a Motor, que reúne as federações estaduais brasileiras. Nas competições, os barcos se classificam de acordo com a cilindrada e as dimensões do casco. Os barcos menores possuem lugar apenas para o piloto mas há grandes lanchas planadoras  que pesam quase quatro toneladas.

## Federações
- Union Internationale Motonautique
- Federação Portuguesa de Motonáutica
- Federação Brasileira de Vela e Motor

### Provas
- Campeonato Brasileiro de Motonáutica - Stock Boat
- Motonáutica nos Jogos Olímpicos de Verão de 1908

### Categorias
- F1H2O
- Hidroplano
- V24
- Classe 1
- S850
- F3000 Powerboat